# Brigitte Ahrenholz
Brigitte Ahrenholz (n. 8 august 1952, Potsdam, RDG – d. 2018, Werder (Havel), Brandenburg, Germania) a fost o canotoare ce a reprezentat Republica Democrată Germană, medaliată olimpică. A participat la o ediție a Jocurilor Olimpice (1976) în care a câștigat o medalie de aur.